# Nematocryptus sordidus
Nematocryptus sordidus är en stekelart som först beskrevs av Tosquinet 1896.  Nematocryptus sordidus ingår i släktet Nematocryptus och familjen brokparasitsteklar. Inga underarter finns listade i Catalogue of Life.